# En gal, en elsker eller en poet
En gal, en elsker eller en poet er en dansk portrætfilm fra 2005 med instruktion og manuskript af Anne Regitze Wivel.

## Handling
Filmen beskriver H.C. Andersen og hans værktøj, sproget. I filmen citeres Johannes V. Jensen for, om Andersen at have sagt: "Han sprang sproget over". H.C. Andersen var en kompliceret sjæl og et rejsende menneske. Gennem analyser og samtaler om Andersens eventyr, breve og dagbøger trænger filmen ind på forfatterens sprog, det hurtige tempo, sansen for alt hvad der er småt og underkuet, på hvordan barnet i enhver sanser og udtrykker sig og på den mundtlige udtryksform, som han omsætter i skrift.